# Онг (Небраска)
Онг (англ. Ong) — селище (англ. village) в США, в окрузі Клей штату Небраска. Населення — 49 осіб (2020).

## Географія
Онг розташований за координатами 40°23′54″ пн. ш. 97°50′21″ зх. д. / 40.39833° пн. ш. 97.83917° зх. д. (40.398332, -97.839230).  За даними Бюро перепису населення США в 2010 році селище мало площу 0,74 км², уся площа — суходіл.

## Демографія
Згідно з переписом 2010 року, у селищі мешкали 63 особи в 32 домогосподарствах у складі 17 родин. Густота населення становила 85 осіб/км².  Було 41 помешкання (55/км²).
Расовий склад населення:
| - 100,0 % — білих |

До двох чи більше рас належало 0,0 %. Частка іспаномовних становила 3,2 % від усіх жителів.
За віковим діапазоном населення розподілялося таким чином: 17,5 % — особи молодші 18 років, 65,0 % — особи у віці 18—64 років, 17,5 % — особи у віці 65 років та старші. Медіана віку мешканця становила 50,5 року. На 100 осіб жіночої статі у селищі припадало 85,3 чоловіків;  на 100 жінок у віці від 18 років та старших — 85,7 чоловіків також старших 18 років.
За межею бідності перебувало 17,3 % осіб, у тому числі 15,4 % дітей у віці до 18 років та 0,0 % осіб у віці 65 років та старших.
Цивільне працевлаштоване населення становило 41 осіб. Основні галузі зайнятості: сільське господарство, лісництво, риболовля — 56,1 %, транспорт — 14,6 %, будівництво — 9,8 %, роздрібна торгівля — 7,3 %.